# Acanthogyrus oligospinus
Acanthogyrus oligospinus är en hakmaskart som först beskrevs av Anantaraman 1969.  Acanthogyrus oligospinus ingår i släktet Acanthogyrus och familjen Quadrigyridae. Inga underarter finns listade i Catalogue of Life.